# Barséra
Barséra est un village du département et la commune rurale de Iolonioro (ou Nioronioro), situé dans la province du Bougouriba et la région du Sud-Ouest au Burkina Faso.

## Géographie

### Démographie
- En 2006, le village comptait 177 habitants dont 57 % de femmes[1].